# Sedliště (okres Plzeň-jih)
Obec Sedliště (německy Sedlischt) se nachází v okrese Plzeň-jih, kraj Plzeňský. Žije zde 128 obyvatel.

## Historie
První písemná zmínka o obci pochází z roku 1552. V roce 1960 bylo projednáváno sloučení obce s Vrčení a Srby, které však nakonec nebylo provedeno.

## Galerie

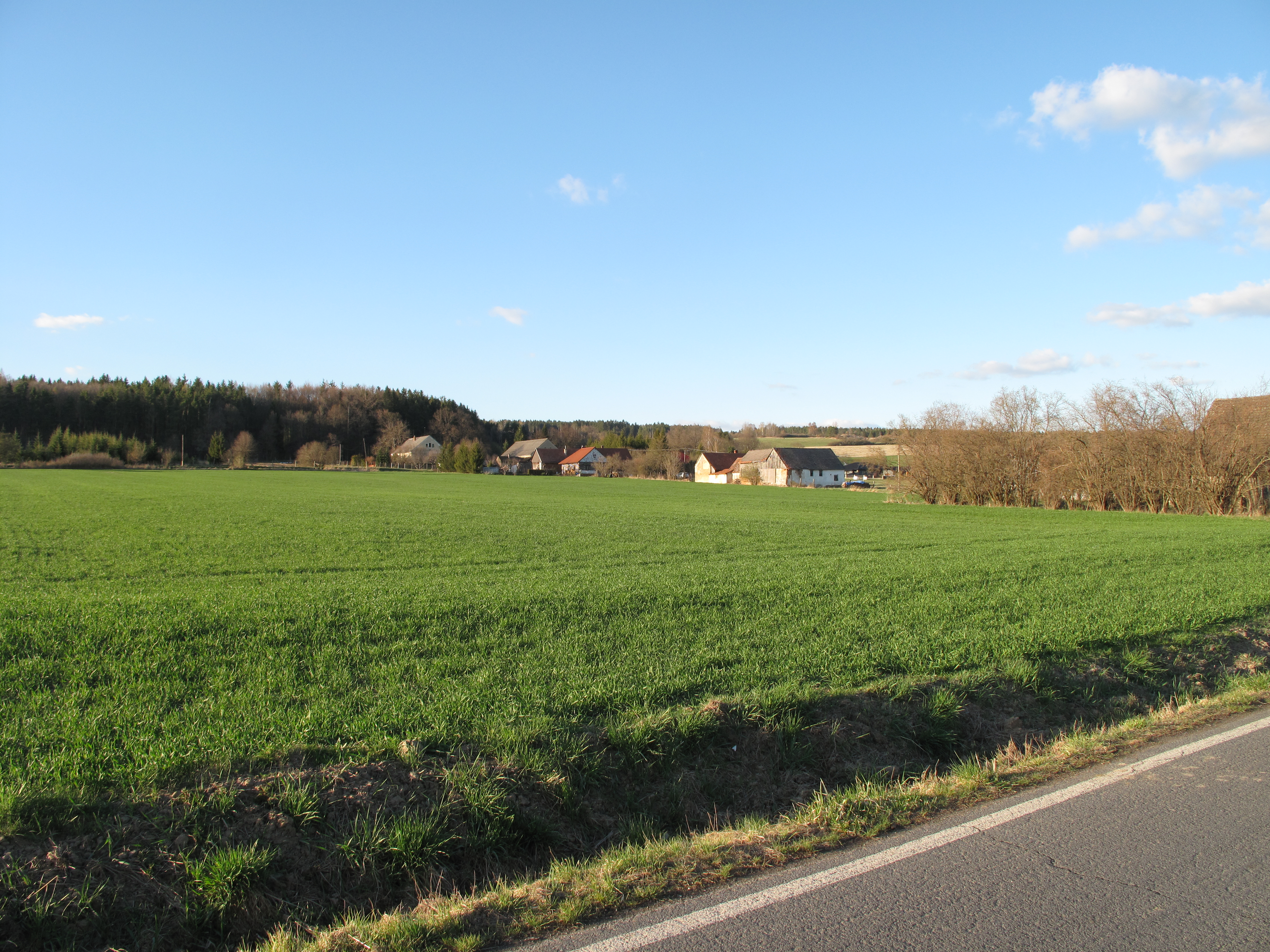
Pohled na ves zdáli
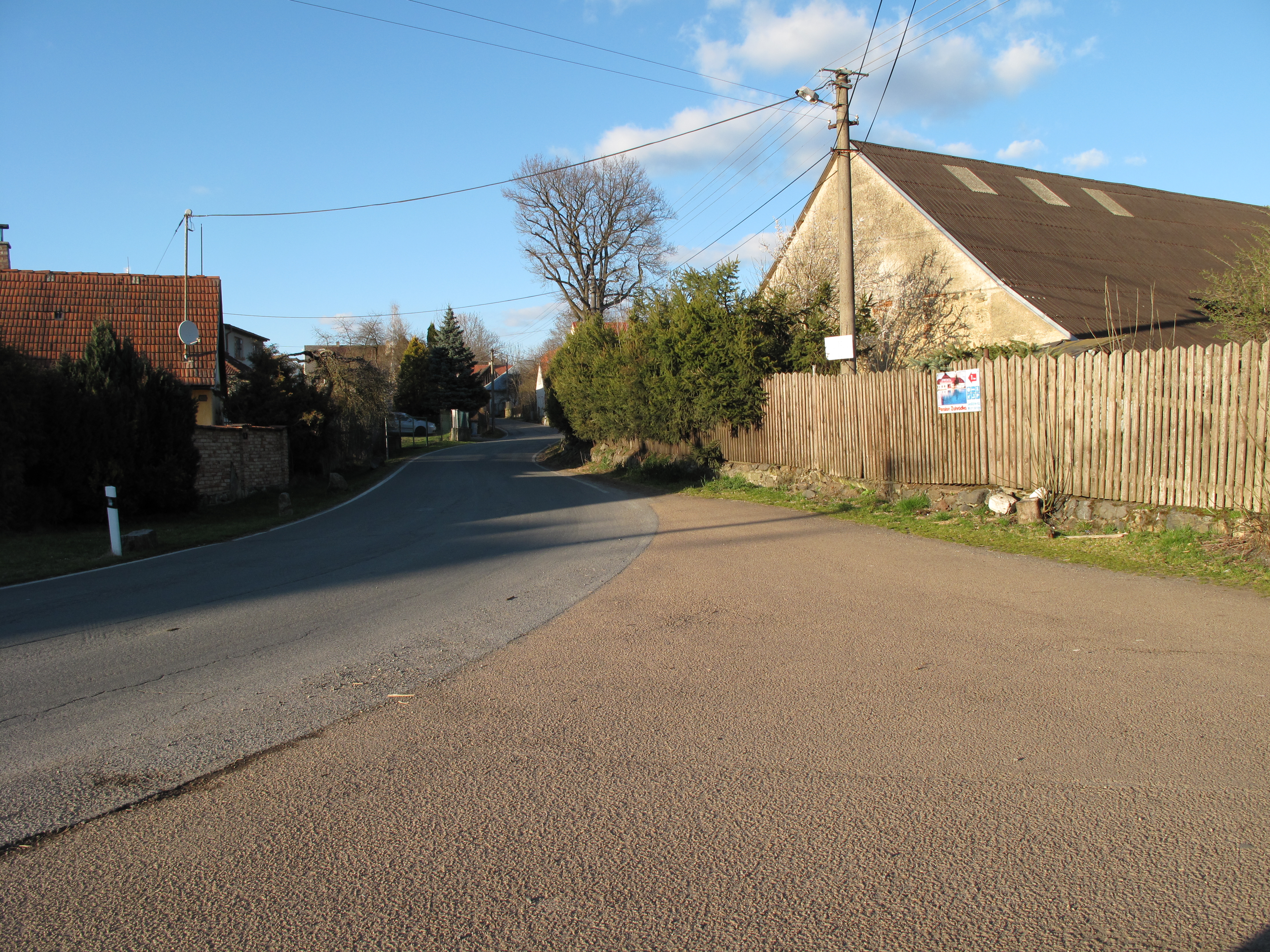
Hlavní silnice skrz ves
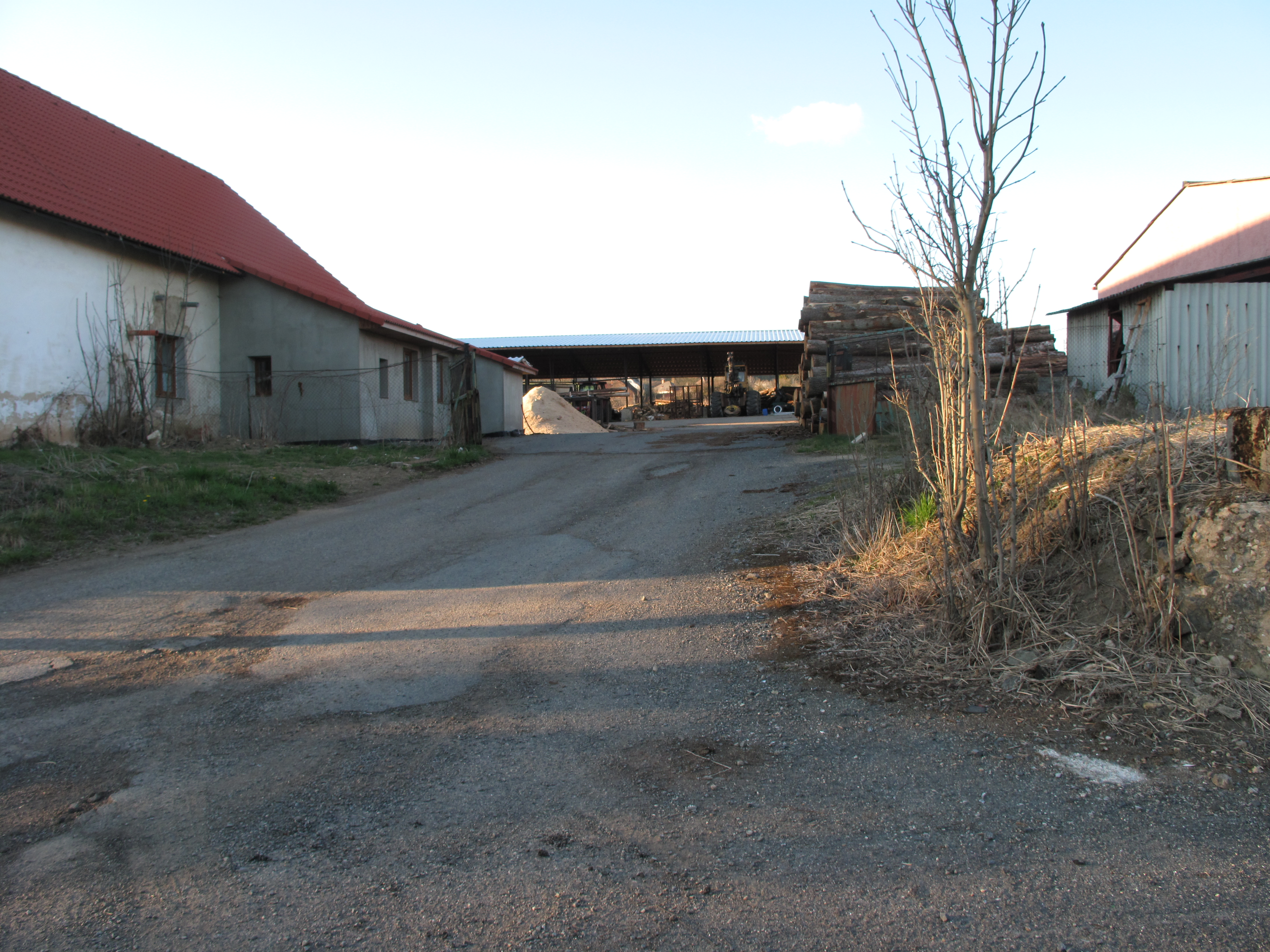
Zemědělské družstvo